# Македонски народен съюз
Македонският народен съюз (на английски: Macedonian People's League) е лява политическа организация на македонските емигранти в Северна Америка, чиято главна цел е пропагандиране формирането на самостоятелна македонска държава.
Основите на МНС са поставени от Смиле Войданов, в град Понтиак (Мичиган), през 1929 година. През 1930 година в Толедо (Охайо) е проведена първата конференция на съюза, като за председател на централното ръководно тяло е избран Смиле Войданов, а за секретар Георги Пирински. Първият редовен конгрес е проведен през 1931 година в Гери (Индиана), и оттогава официално се формира Македонски народен съюз. Веднага след формирането си МНС се свързва с различни леви организации в САЩ и Европа, както и с Коминтерна. През 1938 година МНС е преименуван в Македоно-американски народен съюз (Macedonian-American People's League), а от канадската част на МНС е основан Македоно-канадски народен съюз (МКНС). Лигата представлява просъветското крило на македонското движение и публикува излизащия на български език комунистически седмичник „Народна воля“. Бори се за създаването на самостоятелна Македония в рамките на една Балканска федерация. След началото на Студената война през 1948 г. с решение на държавния обвинител на САЩ, МАНС е разпуснат като прокомунистическа организация и с това е преустановена неговата работа. През 1949 година организацията практически престава да съществува.
Членската маса на организацията от 1077 редовни членове през 1935 година до 400 души през 1939 година.
Основен противник на организацията в САЩ и Канада е Македонската патриотична организация.